# NGC 5271
NGC 5271 ist eine 14,3 mag helle Balkenspiralgalaxie vom Hubble-Typ SBa im Sternbild Jagdhunde. Sie ist etwa 499 Millionen Lichtjahre von der Milchstraße entfernt.
Das Objekt wurde am 22. Mai 1881 von Édouard Stephan entdeckt.